# Pomnik Pamięci Żydów w Przeworsku
Pomnik Pamięci Żydów w Przeworsku (Pomnik Ofiar Holocaustu) - pomnik znajdujący się przy ul. 11 Listopada w Przeworsku, w sąsiedztwie Dworca Autobusowego, na terenie nieistniejącego cmentarza żydowskiego.

## Historia i opis
Pomnik został wzniesiony w 1990 ku czci pomordowanej ludności żydowskiej w Przeworsku. Inicjatorem i autorem powstania pomnika był Jan Sasak. Na betonowym podeście umieszczona jest tablica z wygrawerowanym napisem. Obok niego widnieje kulista ozdoba. Na tablicy umieszczona jest następująca inskrypcja:

PAMIĘCI ŻYDÓW

pomordowanych
w r. 1939-1944
przez hitlerowców

Przeworsk r. 1990

Napisy są nieczytelne, a stan pomnika można określić jako ogólnie zły.